# إيدا لوبينو
إيدا لوبينو (بالإنجليزية: Ida Lupino)‏ (4 من فبراير 1918م – 3 من أغسطس 1995م) هي ممثلة ومخرجة سينمائية. وُلدت بانجلترا وتعتبر رائدة بين صانعات الأفلام. وخلال مسيرة مهنية استمرت 48 سنة، ظهرت إيدا في 59 فيلمًا وأخرجت سبعة أخرى، معظمها في الولايات المتحدة، حيث أصبحت مواطنة لها عام 1948م، كما شاركت في كتابة وإنتاج بعض من أفلامها. كما أنها ظهرت 58 مرة في حلقات مسلسلة لبرامج تليفزيونية وأخرجت 50 حلقة من هذه البرامج. بالإضافة إلى ذلك، فقد ساهمت في كتابة خمسة أفلام وأربع حلقات تليفزيونية.

## وصلات خارجية
- إيدا لوبينو على موقع IMDb (الإنجليزية)
- إيدا لوبينو على موقع الموسوعة البريطانية (الإنجليزية)
- إيدا لوبينو على موقع ألو سيني (الفرنسية)
- إيدا لوبينو على موقع ميوزك برينز (الإنجليزية)
- إيدا لوبينو على موقع تيرنر كلاسيك موفيز (الإنجليزية)
- إيدا لوبينو على موقع تيرنر كلاسيك موفيز (الإنجليزية)
- إيدا لوبينو على موقع أول موفي (الإنجليزية)
- إيدا لوبينو على موقع قاعدة بيانات الأفلام السويدية (السويدية)
- إيدا لوبينو على موقع إن إن دي بي (الإنجليزية)
- إيدا لوبينو على موقع ديسكوغز (الإنجليزية)
- إيدا لوبينو على موقع فايند أغريف (photos of Lupino)
- Ida Lupino at Virtual History